# Gouesnou
Gouesnou [gwenu] est une commune du département du Finistère (Pays de Léon), dans la région Bretagne, en France.

## Géographie
Gouesnou est une ville de Brest Métropole avec les communes de Bohars, Guilers, Guipavas, Le Relecq-Kerhuon, Plougastel-Daoulas, Plouzané et Brest. Gouesnou adhère aussi à la démarche du Pays de Brest et est située au nord de Brest. La ville est traversée par un fleuve côtier : la Penfeld qui se jette ensuite dans la rade de Brest, via l'arsenal de Brest. La ville accueille dans sa partie sud une partie de la zone industrielle et commerciale majeure de la région brestoise.
L'altitude du finage communal varie de 103 mètres à 58 mètres, le bourg, situé sur une éminence, se trouvant vers 80 mètres d'altitude.
La commune profite d'un climat océanique, temps frais en hiver et doux en été.
| Bourg-Blanc | Plabennec       | Plabennec |
| Brest       | Gouesnou        | Guipavas  |
| Brest       | Brest, Guipavas | Guipavas  |

### Hydrographie
Pour un article plus général, voir Réseau hydrographique du Finistère.
La commune est située dans le bassin Loire-Bretagne. Elle est drainée par la Penfeld et divers autres petits cours d'eau,.
La Penfeld, d'une longueur de 16 km, prend sa source dans la commune  et se jette  dans la rade de Brest à Brest, après avoir traversé quatre communes. 

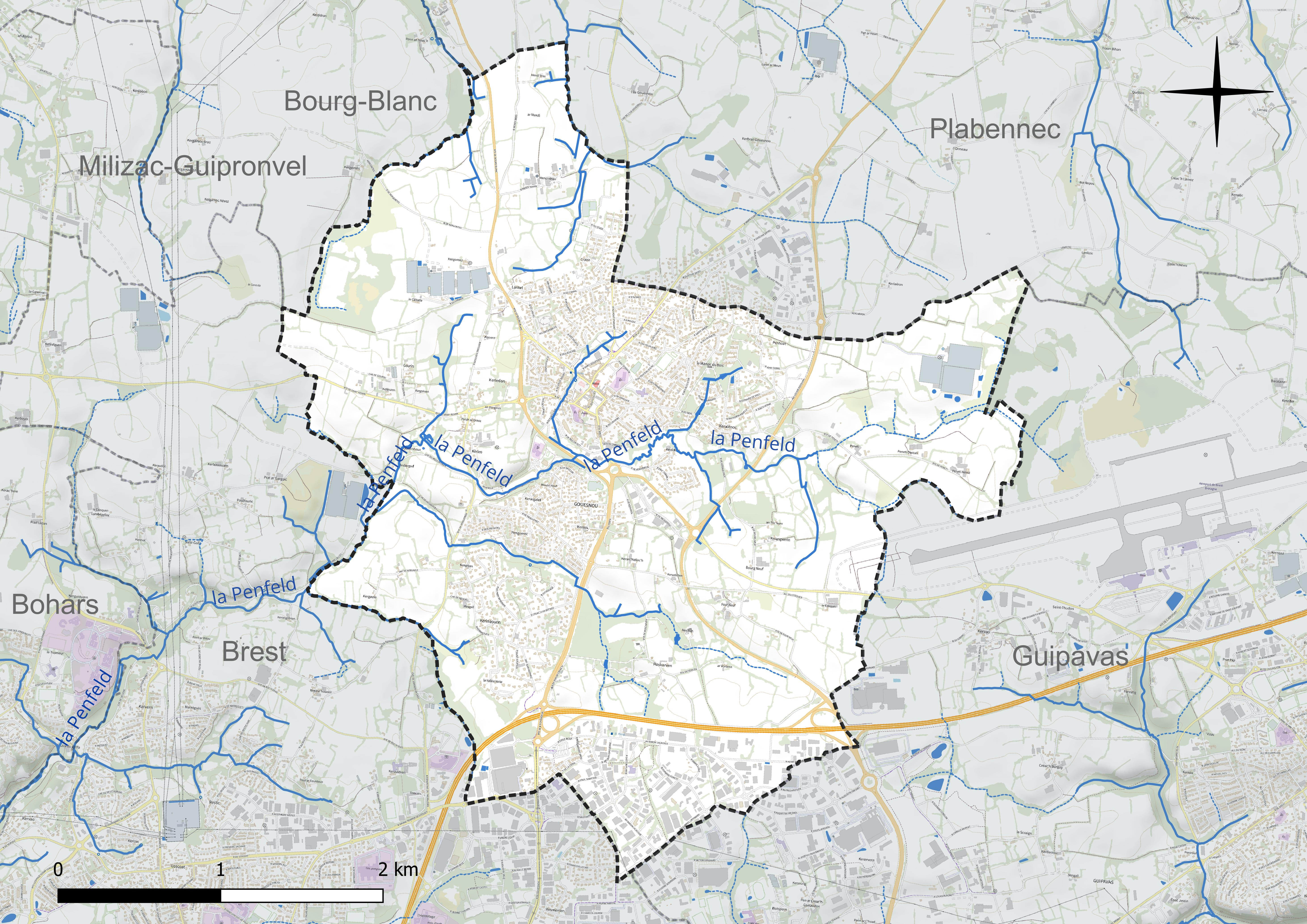
Réseau hydrographique de Gouesnou.

### Climat
Pour des articles plus généraux, voir Climat de la Bretagne et Climat du Finistère.
En 2010, le climat de la commune est de type climat océanique franc, selon une étude du CNRS s'appuyant sur une série de données couvrant la période 1971-2000. En 2020, Météo-France publie une typologie des climats de la France métropolitaine dans laquelle la commune est exposée à un climat océanique et est dans la région climatique  Finistère nord, caractérisée par une pluviométrie élevée, des températures douces en hiver (6 °C), fraîches en été et des vents forts. Parallèlement l'observatoire de l'environnement en Bretagne publie en 2020 un zonage climatique de la région Bretagne, s'appuyant sur des données de Météo-France de 2009. La commune est, selon ce zonage, dans la zone « Monts d'Arrée », avec des hivers froids, peu de chaleurs et de fortes pluies.  
Pour la période 1971-2000, la température annuelle moyenne est de 11,6 °C, avec  une amplitude thermique annuelle de 9,9 °C. Le cumul annuel moyen de précipitations est de 1 131 mm, avec 16,6 jours de précipitations en janvier et 8,4 jours en juillet. Pour la période 1991-2020, la température moyenne annuelle observée sur la station météorologique la plus proche, située sur la commune de Guipavas à 5 km à vol d'oiseau, est de 11,7 °C et le cumul annuel moyen de précipitations est de 1 229,8 mm,. Pour l'avenir, les paramètres climatiques de la commune estimés pour 2050 selon différents scénarios d'émission de gaz à effet de serre sont consultables sur un site dédié publié par Météo-France en novembre 2022.

## Urbanisme

### Typologie
Au 1er janvier 2024, Gouesnou est catégorisée ceinture urbaine, selon la nouvelle grille communale de densité à 7 niveaux définie par l'Insee en 2022.
Elle appartient à l'unité urbaine de Brest, une agglomération intra-départementale dont elle est une commune de la banlieue,. Par ailleurs la commune fait partie de l'aire d'attraction de Brest, dont elle est une commune de la couronne,. Cette aire, qui regroupe 68 communes, est catégorisée dans les aires de 200 000 à moins de 700 000 habitants,.

### Occupation des sols
L'occupation des sols de la commune, telle qu'elle ressort de la base de données européenne d'occupation biophysique des sols Corine Land Cover (CLC), est marquée par l'importance des territoires agricoles (62,8 % en 2018), en diminution par rapport à 1990 (64,8 %). La répartition détaillée en 2018 est la suivante : 
zones agricoles hétérogènes (48,3 %), zones urbanisées (25,1 %), zones industrielles ou commerciales et réseaux de communication (11 %), terres arables (9,2 %), prairies (5,4 %), forêts (1,1 %), milieux à végétation arbustive et/ou herbacée (0,1 %). L'évolution de l'occupation des sols de la commune et de ses infrastructures peut être observée sur les différentes représentations cartographiques du territoire : la carte de Cassini (XVIIIe siècle), la carte d'état-major (1820-1866) et les cartes ou photos aériennes de l'IGN pour la période actuelle (1950 à aujourd'hui).

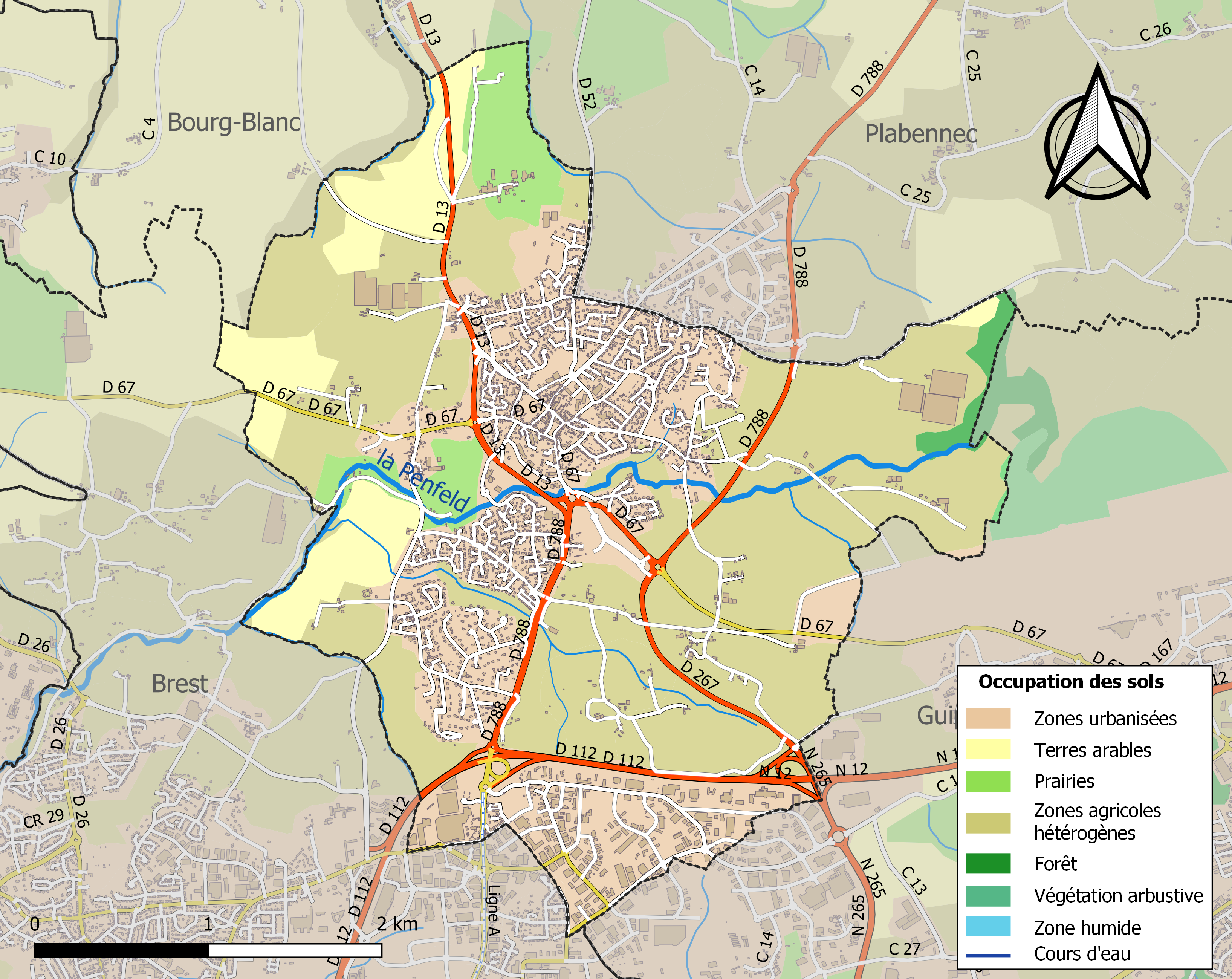
Carte des infrastructures et de l'occupation des sols de la commune en 2018 (CLC).

## Histoire

### Origines

#### Toponymie
Le nom en breton de la commune est  Gouenoù.
Dénommée initialement Langoueznou et faisant partie de la paroisse primitive de l'Armorique de Guipavas, faisant partie de l'évêché de Léon, le nom de cette commune viendrait de saint Goueznou, anachorète originaire de l'île de Bretagne (Grande-Bretagne actuelle), qui vécut au VIIe siècle et qui, après avoir débarqué âgé de 18 ans sur la côte du Léon, peut-être à Landéda, en compagnie de son père, Tudon, de son frère Majan et de sa sœur Tudona (ou Tugdone). Il aurait établi un monastère dans un lieu appelé Land (Lantel) en 642. L'emplacement lui fut donné par le comte Conomor, seigneur du pays, qui lui offrit « pour bâtir un monastère, autant de terre qu'il pourrait clore de fossez en un jour ; le saint accepta le don et, ayant mandé à son frère Majan » qu'il vînt à son aide, il prit une fourche et, la traînant par terre, il marcha environ deux lieues de Bretagne en quarré et à mesure qu'il traînait ce bâton fourché, la terre, chose étrange, se levait de part et d'autre et formait un gros fossé qui servait pour séparer les terres qui luy avaient esté données de celles du seigneur fondateur, lequel enclos est toujours tenu en telle révérence qu'autrefois il servait d'azile et de lieu de refuge aux malfaiteurs. « On tient pour certain que saint Gouesnou, la charité des fidèles étant venue à son aide, bâtit sur les plans de saint Majan, son frère, habile architecte, le monastère qu'il gouverna jusqu'en 650 ». La terre de Land Gouesnou était donc un minihy et c'est sans doute en souvenir de cette délimitation merveilleuse du territoire de cette paroisse que s'accomplit tous les ans la procession solennelle (qui aurait été suivie par Charles de Blois en 1342 et Jean V de Bretagne en 1417), une troménie, du jour de l'Ascension » dite de saint-Gouesnou à Gouesnou et de Saint-Thudon à Guipavas. En 1803, le prêtre Olivier Quéré qualifie ce pardon « un des plus célèbres du diocèse ». En 1889, Benjamin Girard évoque encore le « Grand Pardon de saint Gouesnou ». Selon M.L.F. Sauvé, ce pardon était aussi connu sous le nom de Pardon des hannetons car « tout coq de village qui se respecte doit avoir au moins un hanneton piqué sur le ruban de son chapeau ».
Cette procession fait aussi l'objet d'une description en 1912, faite par l'abbé Duval, alors recteur de Gouesnou et reprise dans le même texte par le chanoine Paul Peyron.
Ses habitants s'appellent les Gouesnousiens

#### Le lit et la pierre percée de saint Gouesnou
Édouard Vallin raconte ainsi en 1859 les histoires du lit et de la pierre percée de saint Gouesnou (cette dernière se trouvait initialement dans un champ près du village de Kerangolet, puis fut conservée dans la petite chapelle de Saint-Mémor, maintenant disparue, et se trouve désormais au pied d'un calvaire, rue du Calvaire à Gouesnou) :

« On voit encore dans ce bourg la pierre sur laquelle saint Gouesnou, auquel on refusait un asile, fut obligé de se coucher. Le lit du saint devint bientôt un objet de vénération pour ceux qui s'étaient montrés si durs et si inhospitaliers, et il n'est pas rare, même aujourd'hui, de voir, les jours de pardon, les habitants du pays s'y étendre et s'y frotter dans l'espoir d'obtenir la guérison de leurs douleurs. Derrière quelques maisons bâties sur la route de Brest se trouve une chapelle près de laquelle se voit une pierre à peu près ronde de 1 mètre 80 centimètres de diamètre et percée en son milieu d'un trou de 15 cm environ. L'origine de cette pierre a été l'objet de bien de discussions de la part les archéologues, qui veulent y voir une de ces pierres percées auxquelles les Celtes attribuaient des vertus miraculeuses. Avait-on un membre malade ? Il suffisait de le plonger dans le trou de ces pierres, et bientôt la guérison arrivait. Selon la tradition locale, cette pierre aurait été creusée par saint Gouesnou, qui avait fait vœu de laisser chaque jour son bras immobile dans le trou qui y avait été pratiqué. Quoi qu'il en soit, les habitants de ce pays attribuent encore à cette pierre une grande vertu, et il n'est pas rare de voir des estropiés venir lui demander la guérison de leurs membres malades. Il est cependant à remarquer que cette pratique superstitieuse ne s'accomplit guère qu'en cachette, comme cela a lieu, du reste, pour toutes ces antiques vénérations dont les esprits forts ne manquent point de se moquer. »

Selon le chevalier de Fréminville dans son livre Les Antiquités du Finistère, cette pratique superstitieuse se pratiquait encore à Gouesnou vers 1820.

### Héraldique

Blason de Gouesnou et ses supports.

De gueules à la fasce d'or, chargé en chef et à la pointe de six besants d'or posés 3 et 3 en fasce ; timbré de la mitre et de la tête de crosse d'or de saint Gouesnou.
Supports : à dextre le cheval d'argent, à senestre le lion morné de sable du Léon. À la pointe, la banderole de gueules portant la devise en breton en lettres d'argent : « Unan e skoulm ar garantez » (Unis dans le nœud de l'amitié) ayant à chaque extrémité l'hermine de Bretagne.
Explication : l'écu est celui de la famille de saint Gouesnou. La mitre et la tête de crosse indiquent que saint Gouesnou fut évêque du Léon. Le cheval d'argent rappelle les grands marchés de chevaux de Gouesnou, et le lion du Léon place la commune dans le comté devenu le Léon.

### Antiquité
Des traces d'un important établissement gallo-romain ont été trouvées à Kereozen, à environ 1 kilomètre à l'ouest du bourg de Gouesnou, et les prospections ont permis de trouver quelques morceaux de brique, un fragment de colonne en granite, des pièces de monnaie, etc.

### Moyen Âge
Le monastère de Land Gouesnou survécut à son fondateur. « Autour des cloîtres se groupèrent des habitations et, au milieu du Moyen Âge,  le village de Gouesnou avait acquis une importance indiscutable. Les évêques du Léon y établirent par la suite une de leurs juridictions temporelles auxquelles étaient attachés un sénéchal et un procureur et qu'on nommait (...) regaires. On voyait jadis, au centre de la grande place du bourg, l'ancien auditoire de cette juridiction ».
Gouesnou devint alors une position militaire dominante : une forteresse au XIVe siècle est située juste derrière l'église et souvent dénommée bastille de saint Gouesnou. Les montres de la noblesse du Léon se passaient sous les murs de cette forteresse jusqu'au règne du duc François II.
L'église actuelle comporte des parties datant du XVe siècle.
La seigneurie du Bois en la paroisse de Gouesnou était aux mains de la famille Denis du Bois et de Cosquérou, qui figura aux Montres et Réformations pendant cinq générations entre 1445 et 1503 et dont la dernière représentante épousa Samuel de Sanzay en 1688.
Gouesnou était le siège de l'un des trois membres, englobant une dizaine de paroisses, du régaire du Léon et ne perdit ce rôle, au profit de Brest, que pendant le règne de Louis XIV, mais la dernière affaire qui y fut jugée (une femme du bourg de Gouesnou condamnée à mort pour infanticide de son nouveau-né), date seulement de 1772.

### Époque moderne
Au XVIe siècle, Gouesnou faisait partie de la sénéchaussée de Brest et Saint-Renan.
L'église de Gouesnou, construite en 1608, possède une petite porte conduisant sous le clocher à un espace carré réservé aux cacous ou Kakous (= lépreux), ainsi qu'un bénitier qui leur était réservé.
Au début du XVIIe siècle, Sébastien de Plœuc et Marie de Rieux, qui vivaient au château du Breignou en Bourg-Blanc, étaient seigneurs prééminenciers de l'église paroissiale de Gouesnou, possédant deux enfeus à l'intérieur du transept. Leurs armoiries sont toujours visibles sur le gable du pignon nord de l'abside.
Dans la nuit du 14 au 15 avril 1718, l'église de Gouesnou fut totalement détruite par la foudre et deux personnes (qui sonnaient les cloches pour écarter la foudre) tuées.
En 1725, les frères René Jean et Augustin de Sanzay, parents du soldat-brigand Anne de Sanzay de la Magnane, et eux aussi personnages peu recommandables, qui habitaient dans la maison noble de Keriber en Guitalmézeau, « qui ont domicile sur le fief des regaires de Gouesnou », mais qui relèvent en qualité de nobles de la cour royale du ressort, celle de Brest, sont condamnés à une amende de trois cents livres à payer au roi « convaincus d'avoir maltraité et excédé par voye de fait et de coups plusieurs paysans et habitans de Gouesnou et paroisses voisines »... mais les plaignants eux-mêmes n'obtiennent aucun dédommagement.
En 1759, une ordonnance de Louis XV ordonne à la paroisse de Gouesnou de fournir 10 hommes et de payer 65 livres pour « la dépense annuelle de la garde-côte de Bretagne ».
Jean Lecorre, de Gouesnou, participa comme mousse à la guerre d'indépendance américaine dans l'escadre des comtes de Guichen et de Grasse.
En 1774, répondant à une enquête sur la mendicité dans le Léon à l'initiative de Jean-François de La Marche, le curé de Gouesnou écrit : 

« Je trouve, Monseigneur, sur la paroisse de Goueznou environ vingt-six familles réduites pendant un temps considérable de l'année à la mendicité. Elles peuvent former un total de cent vingt cinq pauvres ou davantage. Il y a encore, Monseigneur, au moins autant de familles qui par la modicité leurs fermes étant obligées de vendre leur denrées dans un temps désavantageux pour payer leurs seigneurs, et d'en acheter ensuite celles qui sont nécessaires à sa vie, à grands frais et souvent à crédit depuis environ le mois de mai jusqu'à la récolte, sont réduites à un état presque aussi misérable et souvent plus malheureux que la mendicité. »

La borne de corvée de Kergolven, placée sur l'ancienne route royale allant de Gouesnou à Saint-Renan et au Conquet, porte des inscriptions, désormais difficilement lisibles, indiquant la distance en toises de Plouguin et de Gouesnou. Il s'agissait d'une borne servant de repère pour limiter la portion de route que chaque paroisse devait entretenir au titre de la corvée d'entretien des routes.

### La Révolution française
Le curé et le vicaire de Gouesnou refusent de prêter serment à la Constitution civile du clergé, ils sont obligés d'abandonner leurs ministères et sont remplacés le 20 mars 1791 par Claude Le Gléau, prêtre jureur originaire de Plougastel-Daoulas, auquel la population tourne le dos.

#### Le saccage du tombeau de Saint Gouesnou
Selon le Chevalier de Fréminville le tombeau de saint Gouesnou, qui se trouvait dans l'église de Gouesnou, fut saccagé par les Révolutionnaires. Le squelette du Saint y fut trouvé tout entier. Ses ossements furent dispersés ; la tête seule fut conservée et déposée, comme objet d'anatomie, à l'amphithéâtre de l'hôpital de la marine à Brest. Depuis des années, écrit-il en 1844, elle a disparu.

#### Gouesnou décrit lors de l'insurrection de 1793
Ernest Capendu évoque ainsi dans son roman Le roi des gabiers, Gouesnou à la fin du XVIIIe siècle :

« Au nord de Brest [...], entre Bohars et Kersaint, se trouve le hameau de Gouesnou. De pauvres cabanes, d'humbles masures construites en mortier, couvertes en chaume, et disparaissant au milieu des genêts, se groupaient autour de la petite église au clocher aigu et à l'aspect gothique. »

Le 17 mars 1793 le maire convoque la population masculine de 18 à 40 ans pour procéder à un tirage au sort dans le cadre de la levée en masse. Une violente émeute éclate sous prétexte que le tirage au sort n'a pas eu lieu à Plabennec, le chef-lieu de canton ; lors de l'insurrection du Léon de mars 1793, plus de 4 000 hommes venus de Plabennec, Plouguerneau, Tremenac'h, Plouvien, Bourg-Blanc, etc., refusant la levée en masse, attaquèrent les forces de l'ordre entre Gouesnou et Guipavas, mais la population de Gouesnou n'a pas participé à cette insurrection. Gouesnou devient le dépôt des chevaux et bestiaux qui étaient réquisitionnés dans les communes avoisinantes et ses habitants furent dispensés de pourvoir à la nourriture de ces animaux. Les 12 statues des apôtres situées sous le porche de l'église, les armoiries et vitraux rappelant la noblesse, les cloches, les objets du culte (dont la châsse de saint Gouesnou) sont victimes de la tourmente révolutionnaire et disparaissent ou sont détruits (sauf une cloche, restituée par la suite).

### LeXIXesiècle
Gouesnou fut concerné à deux reprises par des épidémies de choléra pendant le XIXe siècle, en 1849 - 1850 (17 cas, 6 décès) et en 1885 - 1886, dans le hameau de Kersimon (11 cas, 2 morts), mais la commune fut moins frappée que des communes voisines comme Brest ou Saint-Pierre-Quilbignon.
Gouesnou ne disposait vers le milieu du XIXe siècle que de deux foires annuelles et en raison de la construction de nouvelles halles obtint par arrêté préfectoral du 27 septembre 1867 la création de 4 foires supplémentaires le 1er jeudi des mois de janvier, mars, juillet et septembre, renvoyées en 1871 au 4e jeudi des mêmes mois. En 1921, le journal L'Ouest-Éclair qualifie la foire du 25 octobre de « très importante pour tous poulains de trait du Bas Léon ». En 1931, le même journal évoque « l'importante foire aux chevaux de Gouesnou ».
À la fin du XIXe siècle, Gouesnou fut l'une des premières communes du Finistère à créer une société d'assurance mutuelle contre la mortalité des animaux de ferme, n'assurant toutefois que les chevaux (41 agriculteurs adhéraient en 1899).
La section Le Rufa - Plabennec via Gouesnou de la ligne allant de Brest à Saint-Pol-de-Léon et Lannilis des Chemins de fer départementaux du Finistère, déclarée d'utilité publique le 15 février 1891 ouvrit le 26 février 1894. Le 19 mai 1898 une collision de deux trains entre les gares du Rufa et de Gouesnou, à Moulin Neuf, le jour du Grand Pardon de Gouesnou, alors que l'affluence était grande, provoqua 45 blessés dont neuf blessés graves et d'importants dégâts matériels, en particulier aux deux locomotives. Le 17 octobre 1936, un autre accident grave survint, la collision d'un car avec un train se produisit à 70 mètres à l'est de Gouesnou, à un passage à niveau situé sur la route de Lesneven, provoquant également plusieurs blessés graves. Cette voie ferrée ferma en 1946.

### LeXXesiècle

#### La Belle Époque
Dans un rapport daté de décembre 1902, le préfet du Finistère indique qu'à Gouesnou « la moitié des adultes » sait le français.

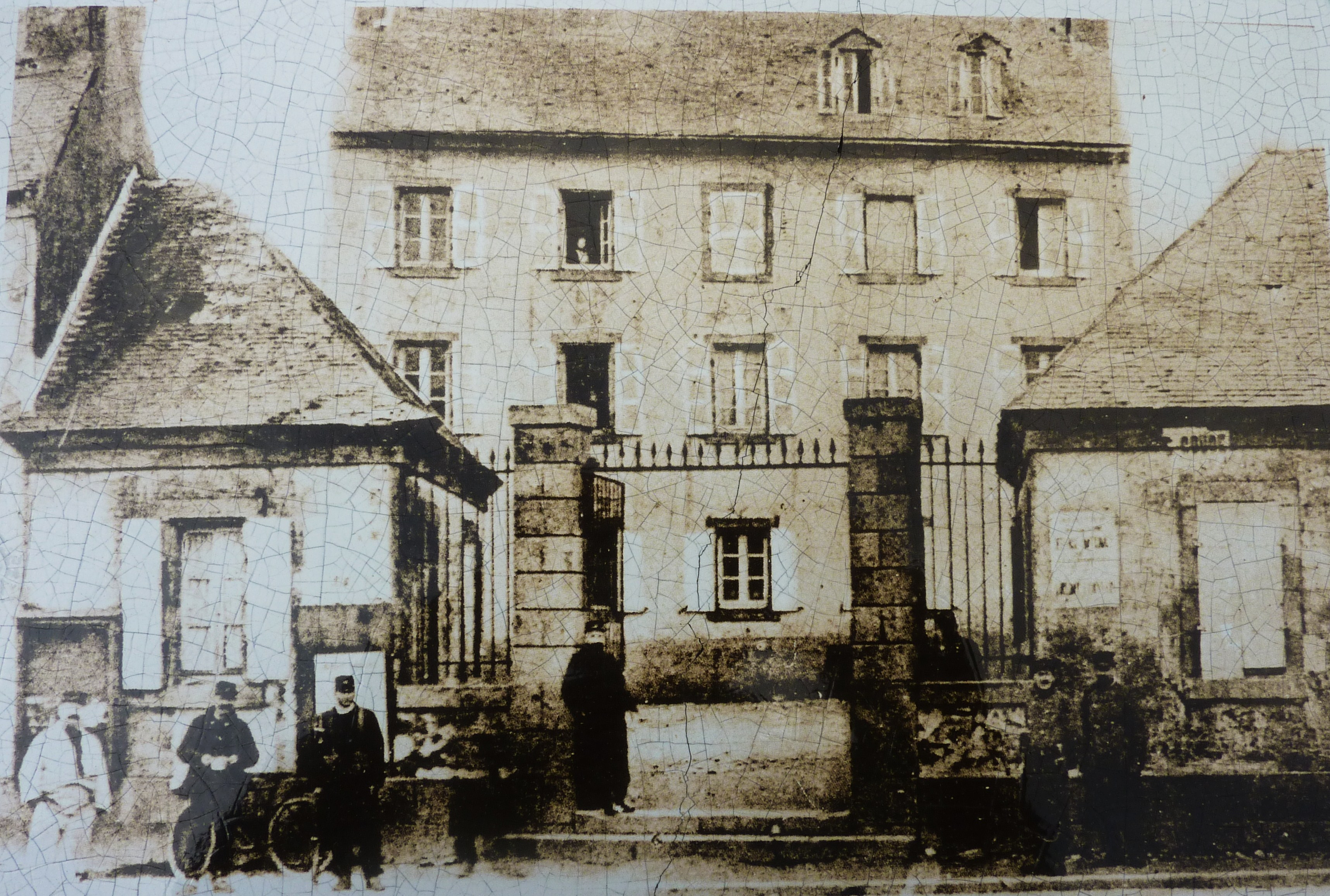
La mairie au début du XXe siècle.
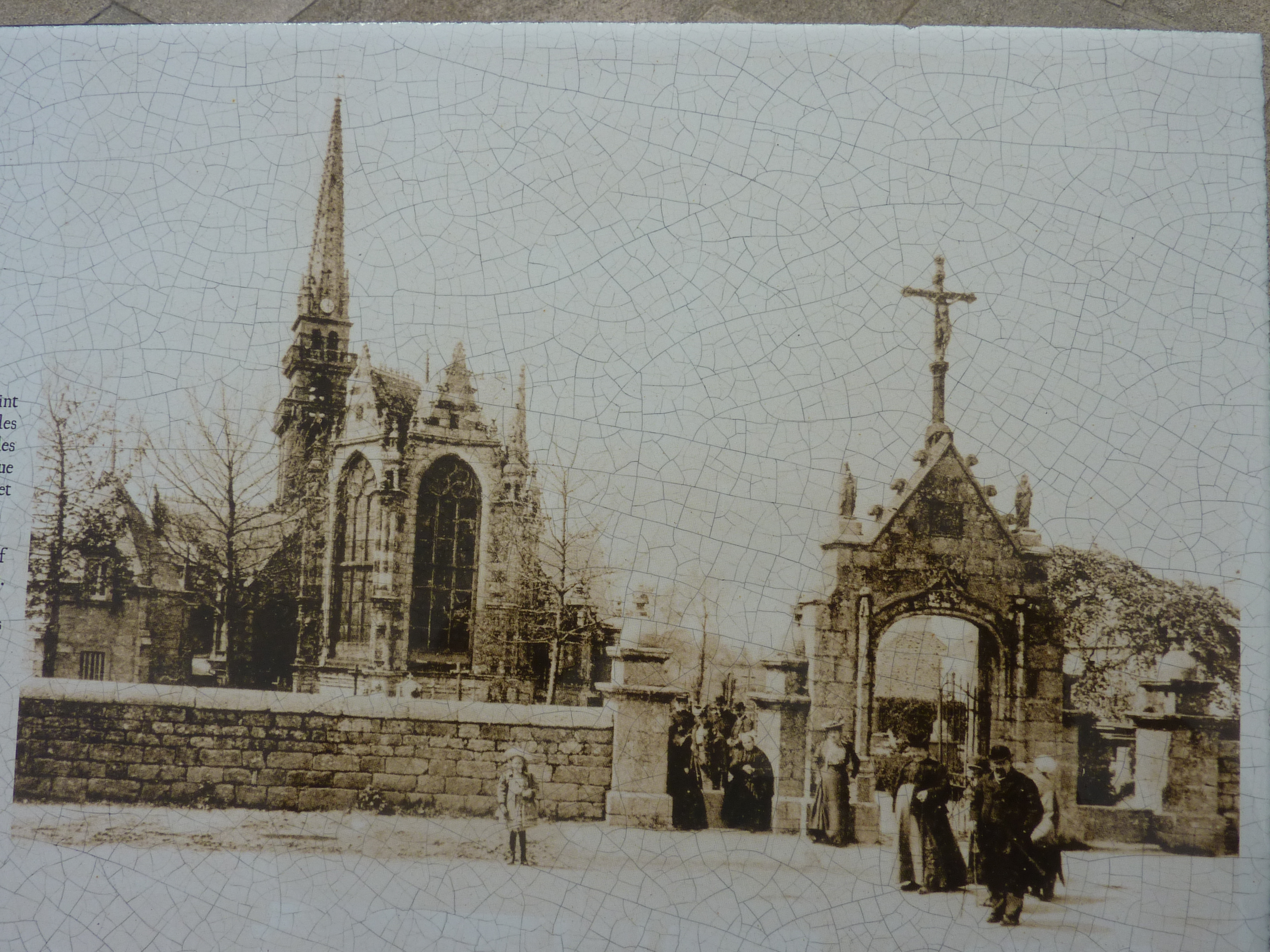
L'église paroissiale au début du XXe siècle.
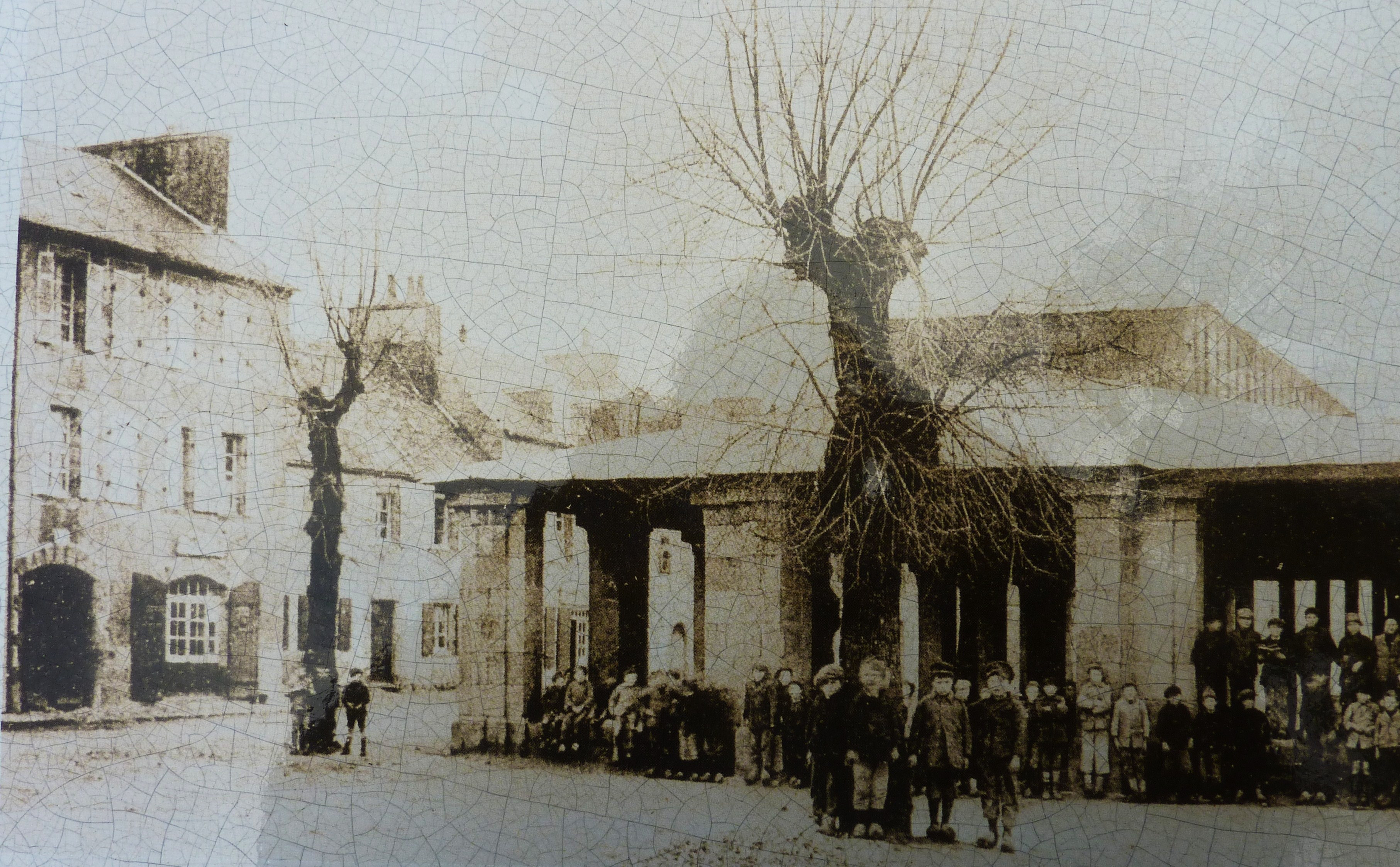
Les anciennes halles (construites vers 1867) au début du XXe siècle.

#### La Première Guerre mondiale
Le monument aux morts de Gouesnou porte les noms de 56 soldats et marins mort pour la France pendant la Première Guerre mondiale ; parmi eux quatre sont morts sur le front belge (trois en 1914 (Yves Cauzien, Pierre Crouan, Jean Gestin) lors des combats de Maissin et un (François Luslach) en 1918 ; un au moins (Alain Le Saout) en Serbie lors de l'expédition de Salonique ; un (Jean Inizan) est mort alors qu'il était prisonnier en Allemagne ; deux au moins (Georges Godoc, Yves Troadec sont des marins disparus en mer ; la plupart des autres sont des soldats morts sur le sol français ; parmi eux, Jean Troadec, un séminariste, fut décoré de la Médaille militaire et de la Croix de Guerre.
Entre septembre 1914 et mai 1915, de nombreux soldats stationnèrent à Gouesnou (plus de 2 400 un moment), repliés pour beaucoup depuis la région de Beauvais. Des réfugiés venus de Belgique et de la région de Maubeuge vécurent aussi à Gouesnou.
Quand l'armistice fut signé le 11 novembre 1918, 42 Gouesnousiens avaient été tués sur les champs de bataille. Le 29 février 1920 un monument aux morts fut érigé à la mémoire des combattants morts pour la patrie. Il a été transféré à Penguerec où il marque l'emplacement du massacre perpétré par les Allemands le 7 août 1944.
Entre mai 1918 et septembre 1919, des soldats américains s'installent à Gouesnou en raison de la proximité du camp de Pontanézen, situé sur la commune voisine de Lambézellec.

#### L'entre-deux-guerres
Dans la décennie l'affaire Herriquet passionna l'opinion publique : un facteur de Gouesnou, Jean Herriquet, accusé d'avoir volé deux plis importants, dont un contenait 30 000 francs de l'époque, le 16 ou le 17 mars 1920, fut condamné par la cour d'assises du Finistère à quatre ans de prison. Homme estimé, il fut toutefois réintégré dans ses fonctions dès 1922 et en 1928 un autre homme s'accusa d'avoir commis ces vols ; Jean Herriquet entama alors une campagne pour sa totale réhabilitation.
L'hôtel des Trois-Piliers, qui était aussi une auberge, fut un établissement renommé de la région brestoise pendant la première moitié du XXe siècle, fréquenté entre autres par le poète Saint-Pol-Roux.

#### La Seconde Guerre mondiale
Le monument aux morts de Gouesnou porte les noms de 10 personnes mortes pour la France pendant la Seconde Guerre mondiale.

##### L'occupation allemande et les bombardements
Gouesnou est occupé par les Allemands à partir du 19 juin 1940, qui installent des projecteurs au Trichorn et à Penguerec et un poste de radio pour le repérage des avions et des sous-marins à Penhoat à partir de 1942, ce qui vaut à la commune d'être bombardée par l'aviation alliée, en raison aussi de la proximité de l'aéroport de Brest-Guipavas.
Le 7 août 1944 les soldats allemands retranchés dans le clocher de l'église paroissiale sont assaillis par des parachutistes français. C'est ce jour-là qu'a lieu le massacre de Penguerec. L'église paroissiale fut incendiée par les Allemands dans la nuit du 12 au 13 août 1944 et de nombreuses maisons du bourg incendiées le 18 août 1944. Gouesnou a été classée commune sinistrée le 27 septembre 1946 à la suite notamment des bombardements alliés, les plus violents étant ceux de décembre 1940 et des années 1942-1943.
Le bilan pour la commune fut de :
- 76 morts dont les 44 fusillés de Penguerec. La commune comptait 1 550 habitants en 1944 ;
- 80 maisons rasées sur 279 ;
- 80 % du cheptel bovin tué ainsi que la moitié des chevaux.

Le 24 juin 1943, un avion britannique est abattu par la DCA allemande installée à Saint-Thudon en Guipavas (4 morts). Le 3 août 1944, un autre avion britannique est abattu (1 mort). Ces cinq soldats alliés de nationalité britannique sont enterrés dans le carré militaire du cimetière de Gouesnou, ainsi qu'un aviateur américain, Harry Richard Stoh, mort en combat aérien au-dessus de Kergaradec le 27 août 1944. Une stèle commémorative porte le nom de deux autres soldats britanniques.

##### Le massacre de Penguerec et la libération de Gouesnou
Le 7 août 1944, le Combat Command A, de la 6e division blindée américaine, venant du Huelgoat via Landivisiau, ville près de laquelle les soldats ont bivouaqué la nuit précédente, contourne Landerneau, mais est bombardé par les Allemands dans les environs de Saint-Thonan et Kersaint-Plabennec ; il passe la nuit suivante dans le secteur de l'Ormeau entre Plabennec et Gouesnou, nuit pendant laquelle il fut victime de tirs d'artillerie allemands qui firent de nombreuses victimes dans ses rangs.

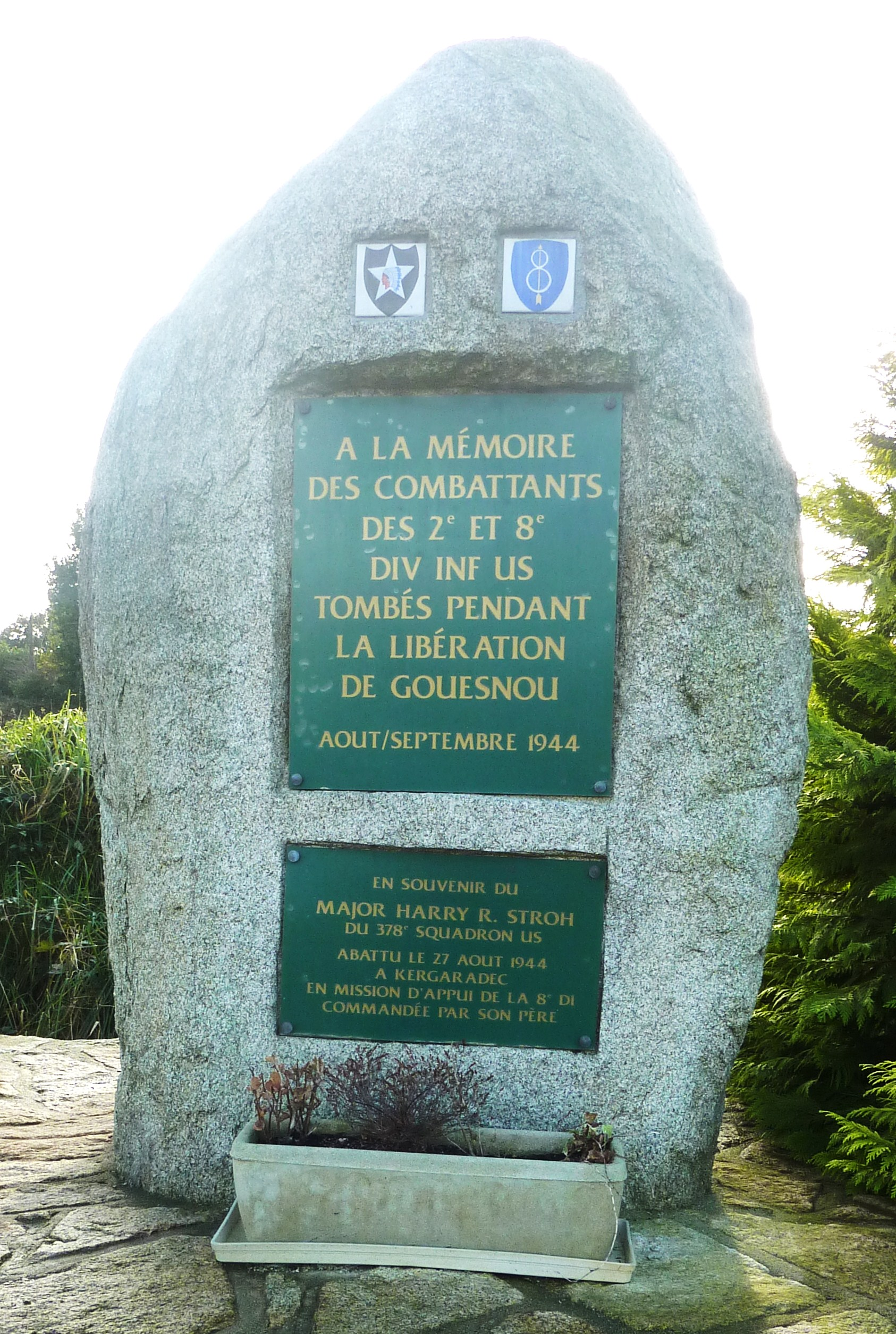
Monument à la mémoire des soldats américains tombés lors de la libération de Gouesnou.

Le 7 août 1944, Gouesnou allait vivre sa journée la plus sombre. En début d'après-midi, des parachutistes français arrivent à déloger du clocher de l'église des soldats allemands. On annonce aussi l'arrivée des alliés. Les soldats allemands, membres de la 2. Fallschirmjäger-Division (2e division parachutiste allemande), sentent le vent tourner. Ils commencent par assassiner quatre occupants de la ferme Phelep de Penguerec puis raflent toutes les personnes qu'ils rencontrent sur leur chemin vers Gouesnou. En fin de journée, les prisonniers seront emmenés jusqu'à Penguerec et mitraillés. On dénombrera quarante-deux morts dont neuf inconnus. Seule une fillette survivra à ce massacre. Après le massacre, les Allemands incendièrent la ferme Phelep et les maisons avoisinantes. 
 Tous les ans, la population gouesnousienne et des anciens combattants commémorent le massacre de Penguerec. Dimitri Poupon a consacré sa thèse au massacre de Penguérec et une bande dessinée consacrée aux circonstances de ce massacre a été publiée en 2024.
La place principale de Gouesnou a été baptisée « place des Fusillés ». Sur la route de Guipavas, un monument célèbre les soldats des 2e et 8e divisions américaines tombés lors de la libération de Gouesnou, dont le major Harry R. Stroh, abattu le 27 août 1944 à Kergaradec.
Les combats pour la libération de Gouesnou auraient fait, entre le 7 août 1944 et le 3 septembre 1944 plus de 300 victimes parmi les soldats américains, dont 221 sont formellement identifiés. La municipalité de Gouesnou envisage d'inaugurer en mai 2025 un monument, « Gouesnou Memory », où serait inscrit le nom de ces soldats.

#### Après la Seconde Guerre mondiale
Une modification administrative est survenue en 1950, la commune annexant cinq hameaux (dénommés villages en Bretagne) qui faisaient partie jusque-là  de la commune de Plabennec.
Deux soldats de Gouesnou sont morts pour la France lors d'opérations extérieures (François Jestin et Maurice Saliou ; leurs noms ont été ajoutés sur le monument aux morts en 2015).

## Politique et administration

### Liste des maires

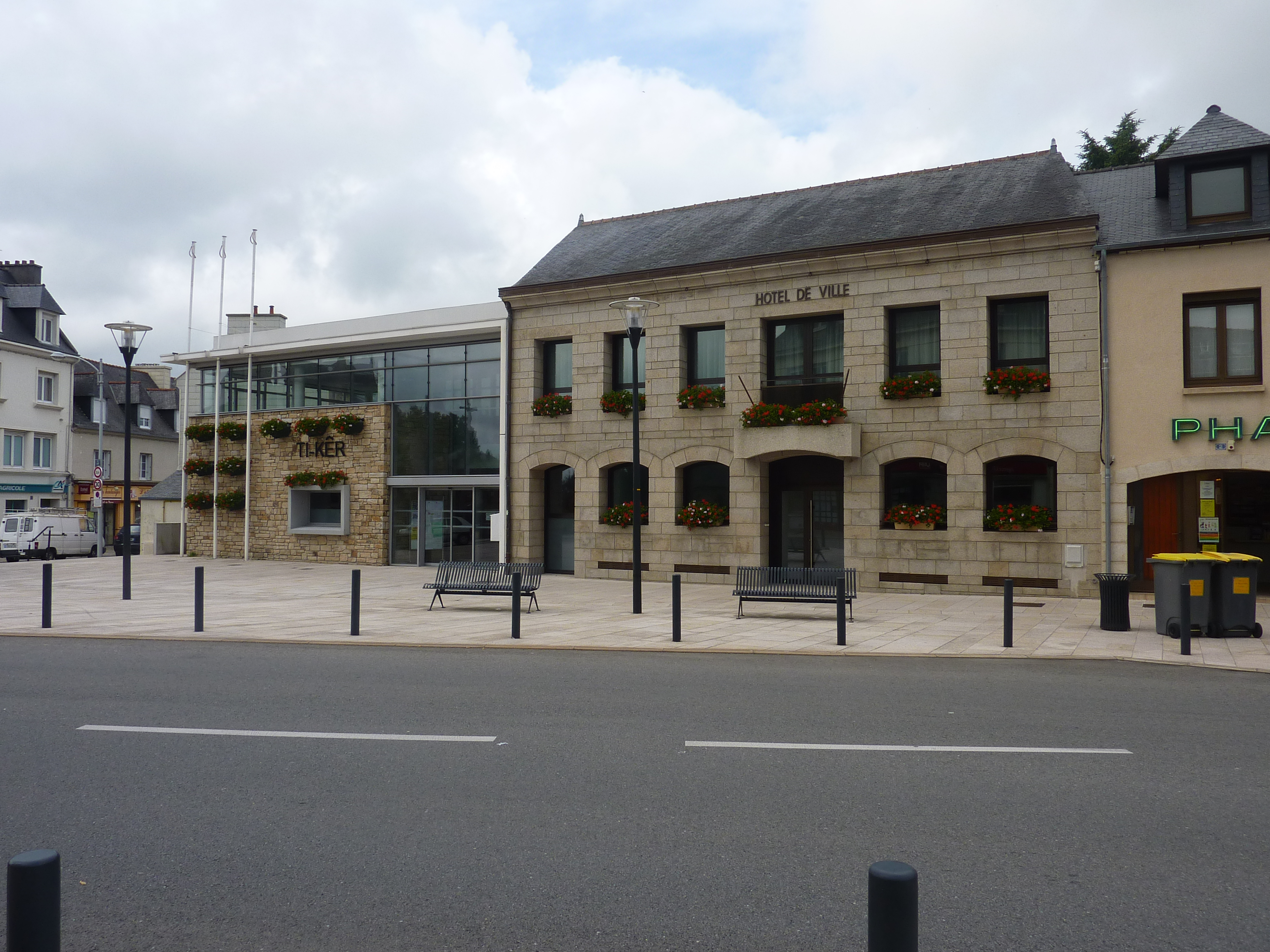
La mairie de Gouesnou.

Gouesnou appartient à quatre structures intercommunales :
- Brest Métropole Océane ;
- syndicat intercommunal du vélodrome de Brest - Ponant - Iroise ;
- syndicat intercommunal des pompes funèbres des communes associées de la région brestoise ;
- syndicat intercommunal d'électrification de Ploudalmézeau.

## Population et société

### Démographie

#### Évolution démographique
L'évolution du nombre d'habitants est connue à travers les recensements de la population effectués dans la commune depuis 1793. Pour les communes de moins de 10 000 habitants, une enquête de recensement portant sur toute la population est réalisée tous les cinq ans, les populations de référence des années intermédiaires étant quant à elles estimées par interpolation ou extrapolation. Pour la commune, le premier recensement exhaustif entrant dans le cadre du nouveau dispositif a été réalisé en 2006.
En 2022, la commune comptait 6 412 habitants, en évolution de +5,25 % par rapport à 2016 (Finistère : +2,16 %, France hors Mayotte : +2,11 %). Le maximum de la population a été atteint en 2007 avec 6 228 habitants.
| 1793  | 1800  | 1806  | 1821  | 1831  | 1836  | 1841  | 1846  | 1851  |
| ----- | ----- | ----- | ----- | ----- | ----- | ----- | ----- | ----- |
| 1 153 | 1 191 | 1 327 | 1 264 | 1 525 | 1 597 | 1 515 | 1 509 | 1 514 |

| 1856  | 1861  | 1866  | 1872  | 1876  | 1881  | 1886  | 1891  | 1896  |
| ----- | ----- | ----- | ----- | ----- | ----- | ----- | ----- | ----- |
| 1 454 | 1 425 | 1 479 | 1 494 | 1 478 | 1 474 | 1 417 | 1 462 | 1 511 |

| 1901  | 1906  | 1911  | 1921  | 1926  | 1931  | 1936  | 1946  | 1954  |
| ----- | ----- | ----- | ----- | ----- | ----- | ----- | ----- | ----- |
| 1 390 | 1 394 | 1 424 | 1 411 | 1 382 | 1 305 | 1 316 | 1 528 | 1 829 |

| 1962  | 1968  | 1975  | 1982  | 1990  | 1999  | 2006  | 2011  | 2016  |
| ----- | ----- | ----- | ----- | ----- | ----- | ----- | ----- | ----- |
| 2 141 | 2 543 | 3 040 | 4 061 | 5 417 | 6 042 | 6 137 | 6 024 | 6 092 |

| 2021  | 2022  | - | - | - | - | - | - | - |
| ----- | ----- | - | - | - | - | - | - | - |
| 6 347 | 6 412 | - | - | - | - | - | - | - |

Commentaire : La population de Gouesnou a atteint un maximum secondaire en 1851 avec 1 514 habitants, ayant gagné modestement 361 habitants dans la première moitié du XIXe siècle, avant de décliner légèrement ou stagner ensuite pendant près d'un siècle, la commune ayant alors toutes les caractéristiques d'un bourg rural. Ce n'est qu'après la Seconde Guerre mondiale que la proximité brestoise se fait sentir, la commune amorçant un phénomène de périurbanisation, se transformant progressivement en banlieue-dortoir de Brest : la population double une première fois en 29 ans entre 1946 et 1975, et une seconde fois en 24 ans entre 1975 et 1999, continuant à augmenter, mais à un rythme beaucoup plus modeste, dans la première décennie du XXIe siècle. En rythme annuel, c'est entre 1975 et 1982 que l'augmentation de la population a été la plus forte, croissant alors de 1 021 habitants en 7 ans, soit une croissance moyenne annuelle de presque 150 habitants par an (+4,2 % l'an alors qu'elle n'est plus que de +0,5 % l'an entre 1999 et 2008).
La situation périurbaine de Gouesnou a entraîné une prolifération des lotissements, le nombre des logements étant multiplié par 4 entre 1968 (656) et 2008 (2 399), en quasi-totalité des résidences principales. Il s'agit essentiellement d'un urbanisme pavillonnaire (89,5 % du total des logements en 2008 sont des maisons individuelles), même si ces dernières années ont vu l'essor d'un habitat collectif, en partie sous l'effet des contraintes législatives. Le centre de la commune, plus ancien, est peuplé de retraités aux revenus moyens alors que sa partie nord, d'un développement plus récent, accueille des familles aux revenus plutôt aisés. L'essentiel de l'urbanisation de Gouesnou dans sa partie nord s'est faite au travers de lotissements pavillonnaires familiaux ; par contre la « Vallée verte » (Kerargalet), à proximité immédiate de la zone commerciale de Kergaradec (Brest), tout en se situant dans un environnement de campagne, est un secteur constitué exclusivement de maisons individuelles avec jardin s'est développé à partir des années 1970 autour de hameaux existants (neuf logements sur 10 y sont postérieurs à 1975). Quartier résidentiel, il accueille de nombreuses familles avec enfant(s) dont le revenu est supérieur à la moyenne (48 % des habitants sont le quartile supérieur des revenus).
Le solde naturel et le solde migratoire sont tous deux constamment positifs depuis au moins 1968 (probablement avant), même si pour ce dernier il ne l'a été que très faiblement entre 1999 et 2008 (+0,1 % l'an) ; même le solde naturel se dégrade ces dernières années : alors que l'excédent des naissances par rapport aux décès était d'une vingtaine chaque année (record de +25 en 2005), naissances et décès se sont équilibrés en 2009 (48 naissances, 48 décès), l'année 2008 ayant même enregistré pour la première fois depuis longtemps un déficit naturel (53 décès, 49 naissances).

#### Pyramide des âges
La population de la commune est relativement jeune.
En 2018, le taux de personnes d'un âge inférieur à 30 ans s'élève à 33,0 %, soit au-dessus de la moyenne départementale (32,5 %). À l'inverse, le taux de personnes d'âge supérieur à 60 ans est de 26,3 % la même année, alors qu'il est de 29,8 % au niveau départemental.
En 2018, la commune comptait 3 006 hommes pour 3 160 femmes, soit un taux de 51,25 % de femmes, légèrement inférieur au taux départemental (51,41 %).
Les pyramides des âges de la commune et du département s'établissent comme suit.
| Hommes | Classe d’âge | Femmes |
| ------ | ------------ | ------ |
| 0,5    | 90 ou +      | 1,1    |
| 6,2    | 75-89 ans    | 10,1   |
| 17,9   | 60-74 ans    | 16,8   |
| 23,9   | 45-59 ans    | 24,6   |
| 17,0   | 30-44 ans    | 16,1   |
| 16,5   | 15-29 ans    | 14,4   |
| 18,1   | 0-14 ans     | 17,0   |

| Hommes | Classe d’âge | Femmes |
| ------ | ------------ | ------ |
| 0,7    | 90 ou +      | 2,2    |
| 7,8    | 75-89 ans    | 11,5   |
| 19,2   | 60-74 ans    | 20,1   |
| 20,8   | 45-59 ans    | 19,7   |
| 17,7   | 30-44 ans    | 16,6   |
| 17,1   | 15-29 ans    | 14,7   |
| 16,8   | 0-14 ans     | 15,2   |

## Économie

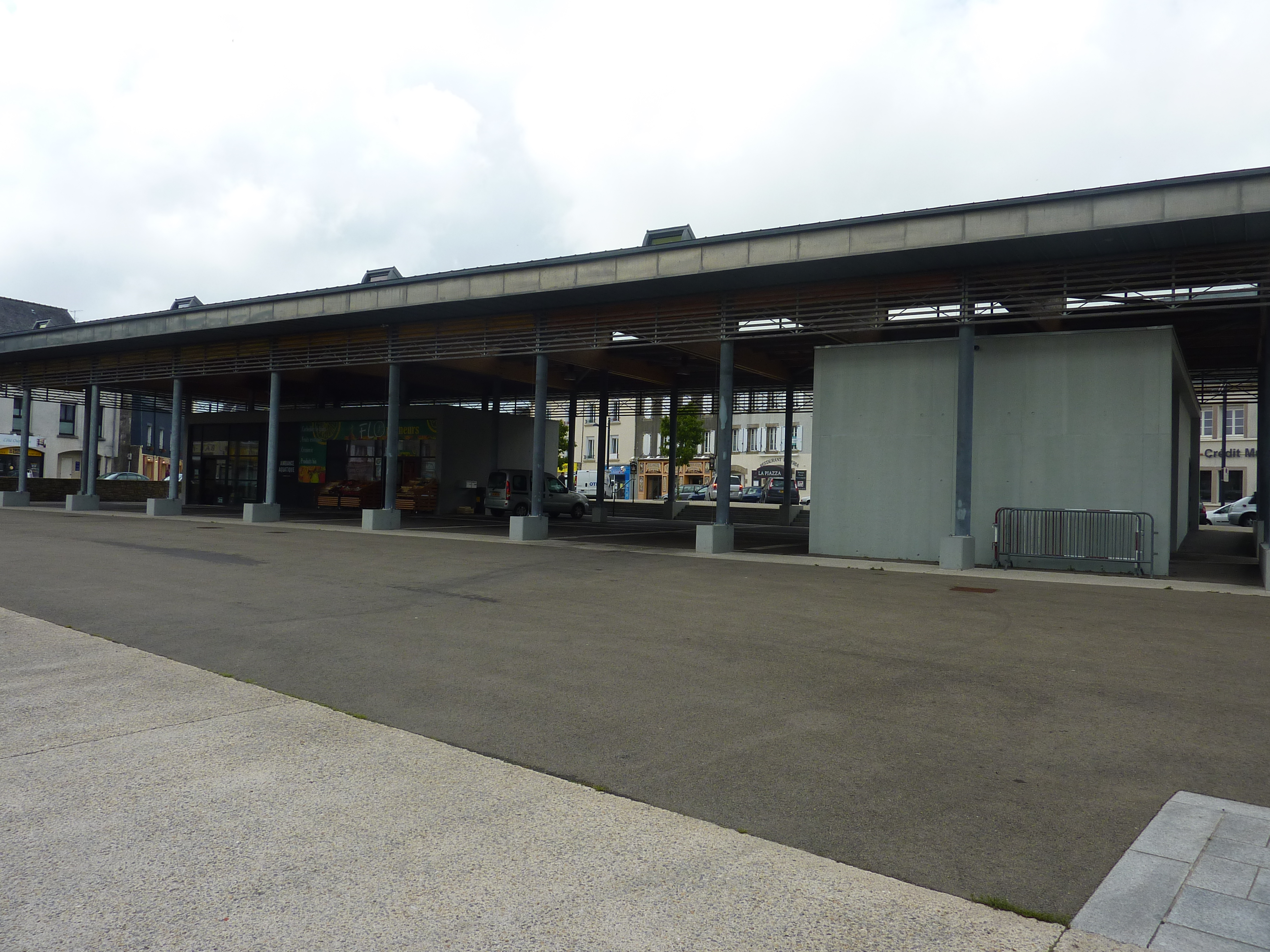
Les Halles modernes sur la place centrale de Gouesnou.

- La ville est très active économiquement. Elle accueille dans sa partie sud une partie de la zone industrielle et commerciale de Kergaradec. Cette zone est la plus attractive du Finistère et comprend les principales enseignes françaises et internationales.
- Par ailleurs, toujours dans la partie sud de la ville, E.Leclerc possède un très grand hypermarché (10 000 m2), le deuxième E.Leclerc français quant au chiffre d'affaires après celui de Blagnac. L'hypermarché réalise 175,7 millions d'euros de chiffre d'affaires annuel et se classe en première position dans l'Ouest de la France, toutes enseignes confondues. C'est un des magasins historiques d'Édouard Leclerc, le fondateur de l'enseigne.

## Langue bretonne
L'adhésion à la charte Ya d'ar brezhoneg a été votée par le Conseil municipal le 17 décembre 2009. La commune a reçu le label de niveau 1 de la charte le 8 mars 2010.

À la rentrée 2018, 91 élèves étaient scolarisés dans la filière bilingue publique. La crèche Dorn-ha-dorn a signé la charte "Divskouarn".

## Lieux et monuments

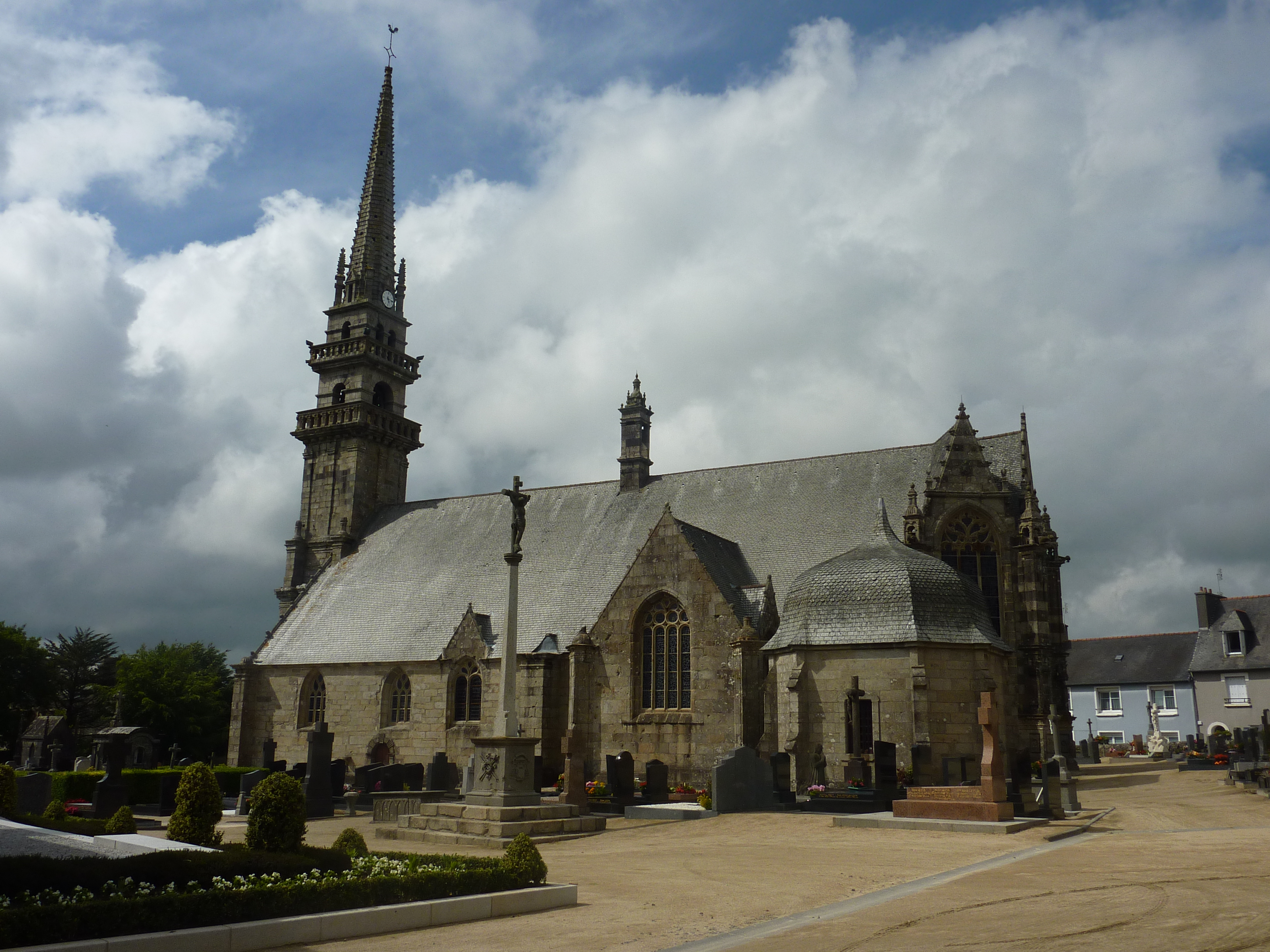
L'église paroissiale (autre vue).
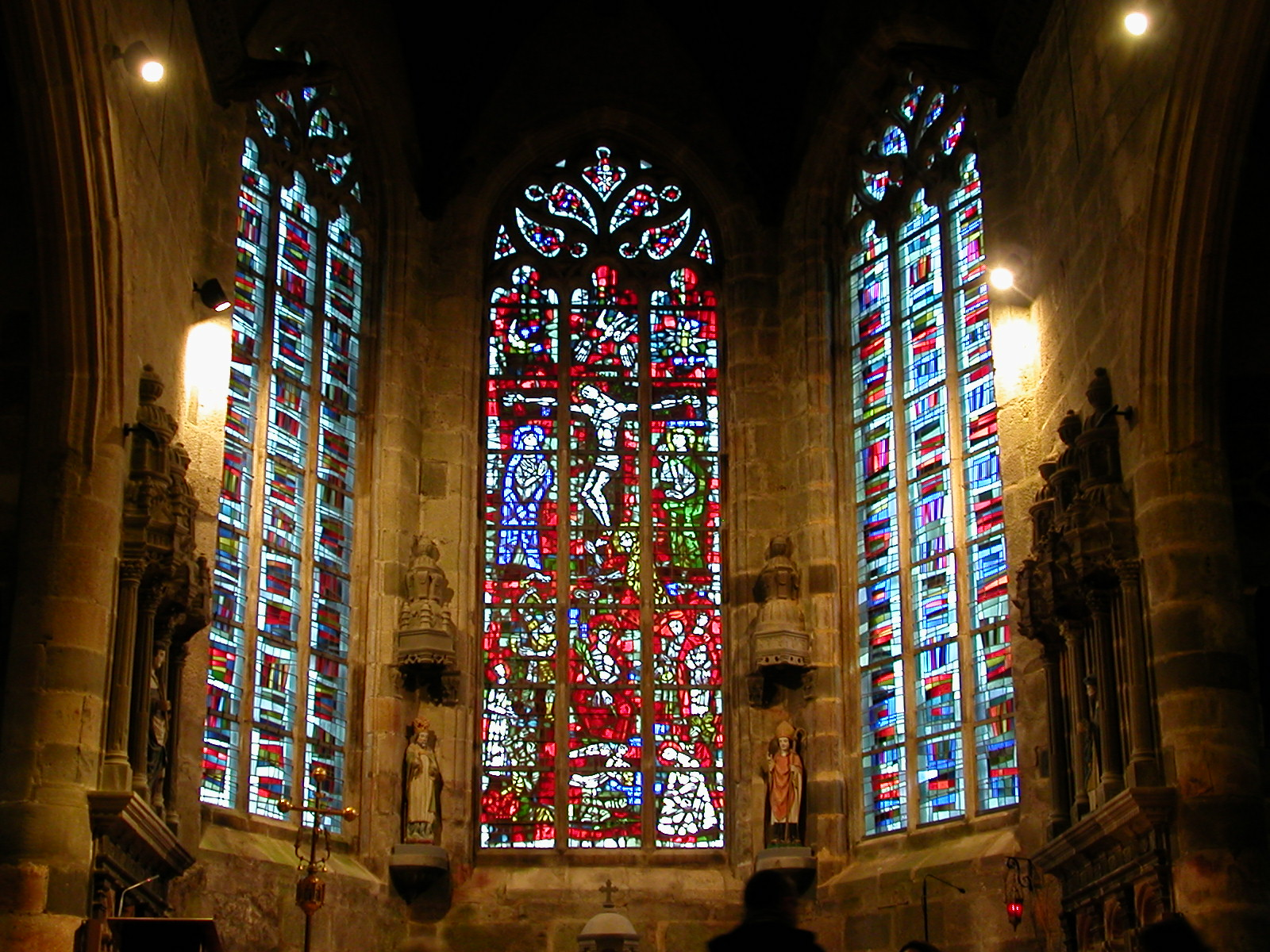
Chœur de l'église.
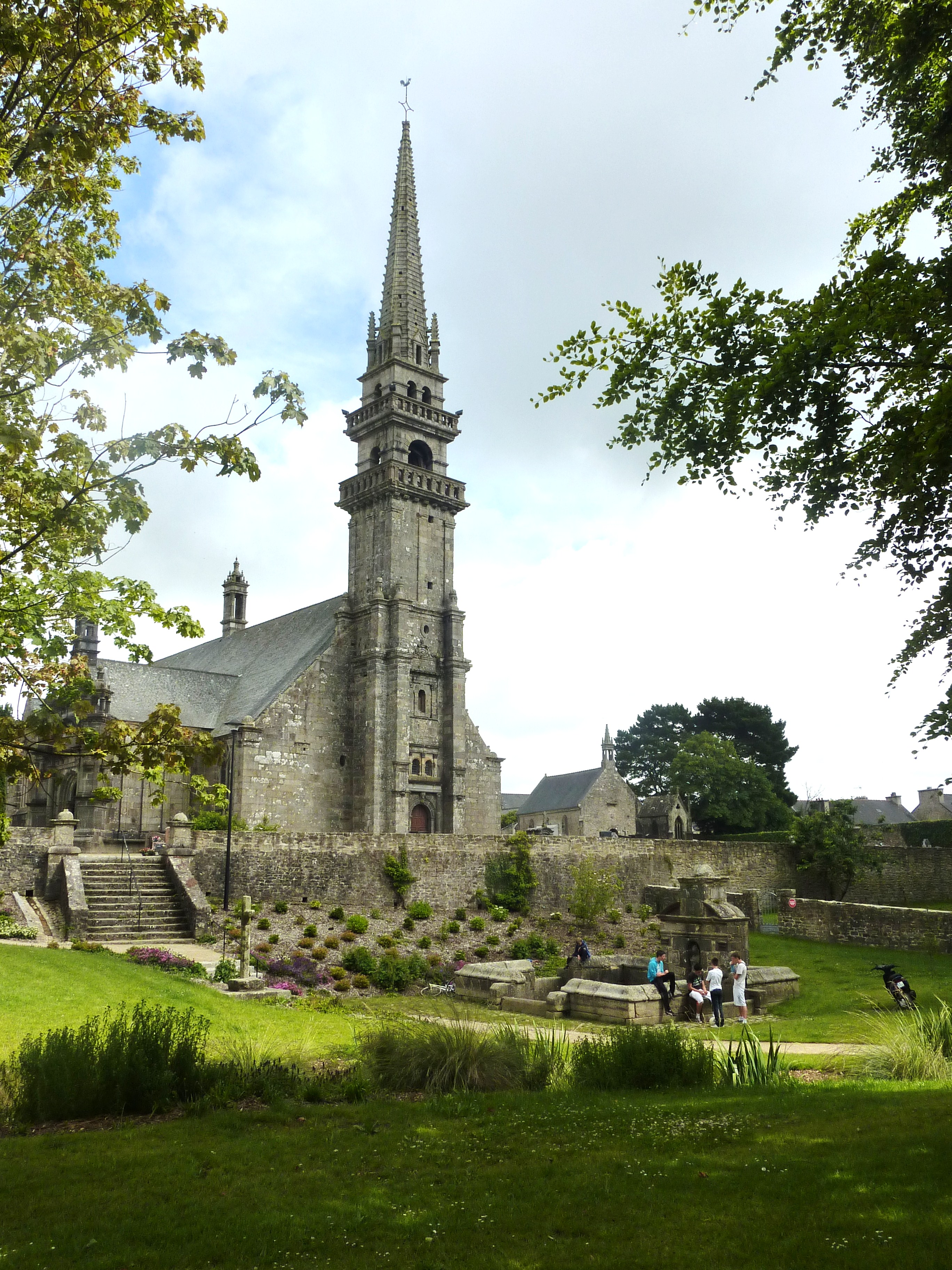
L'église et la fontaine Saint-Gouesnou.
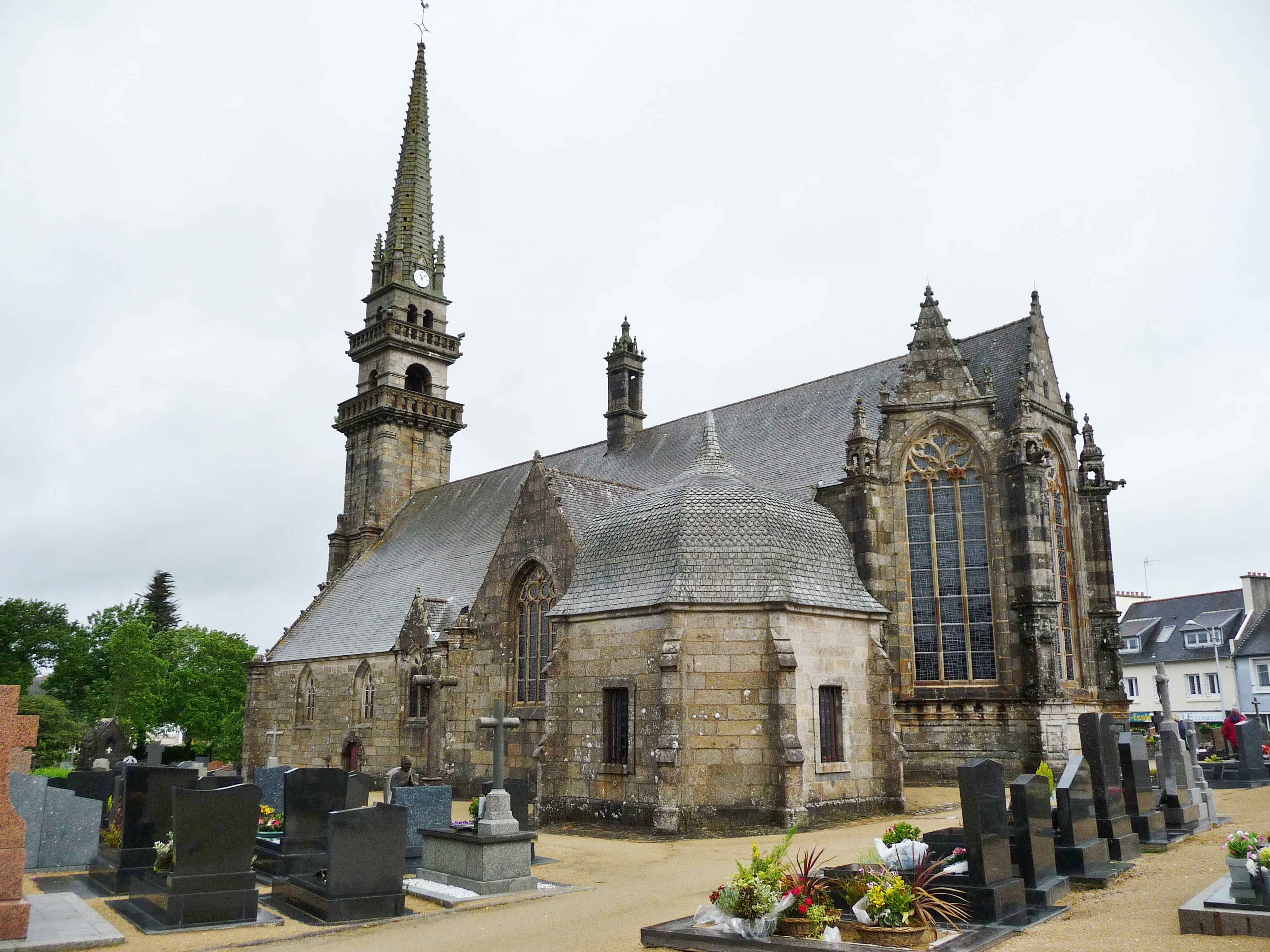
Gouesnou : l'église paroissiale vue du cimetière.
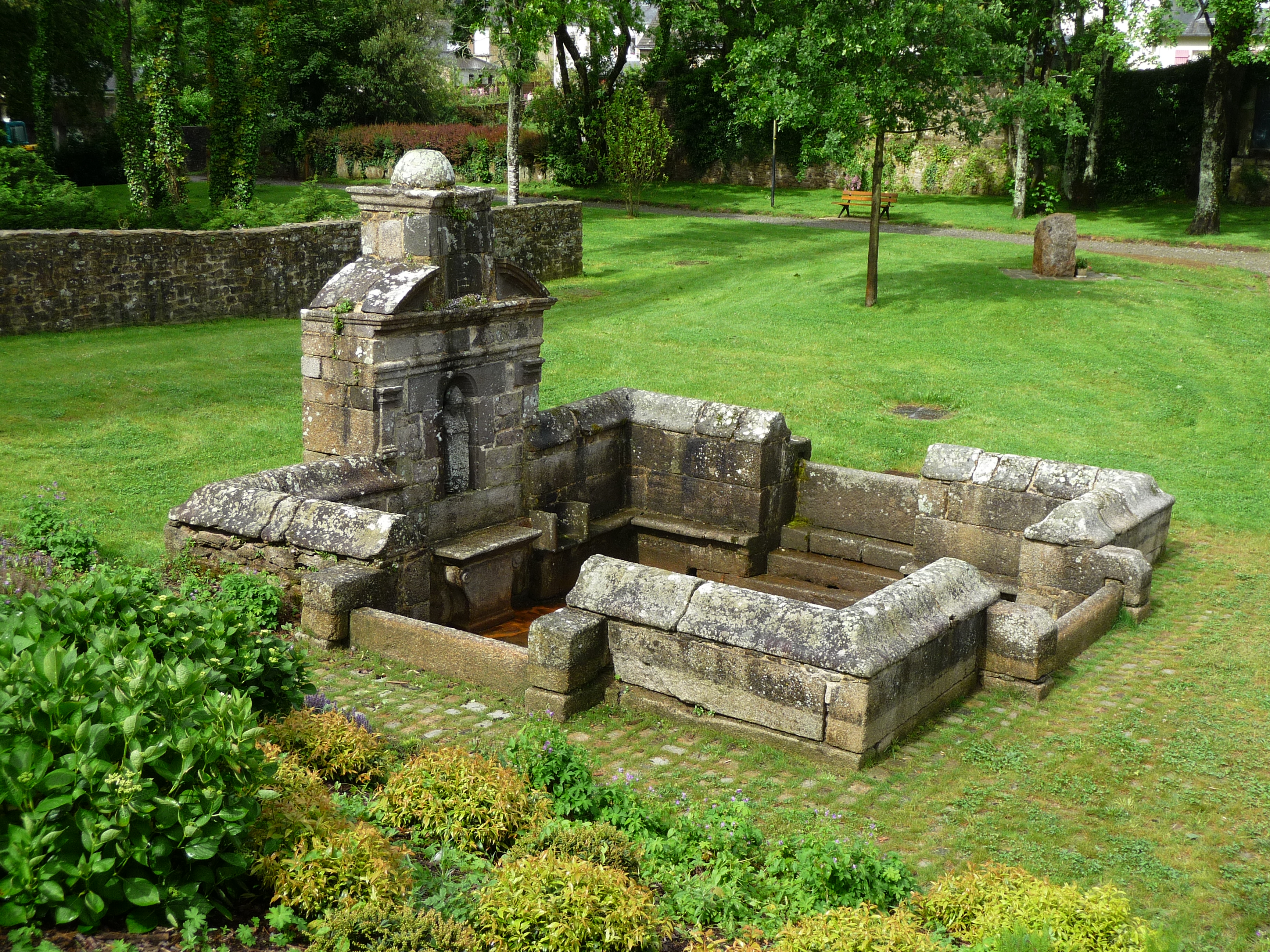
Gouesnou : la fontaine Saint-Gouesnou.
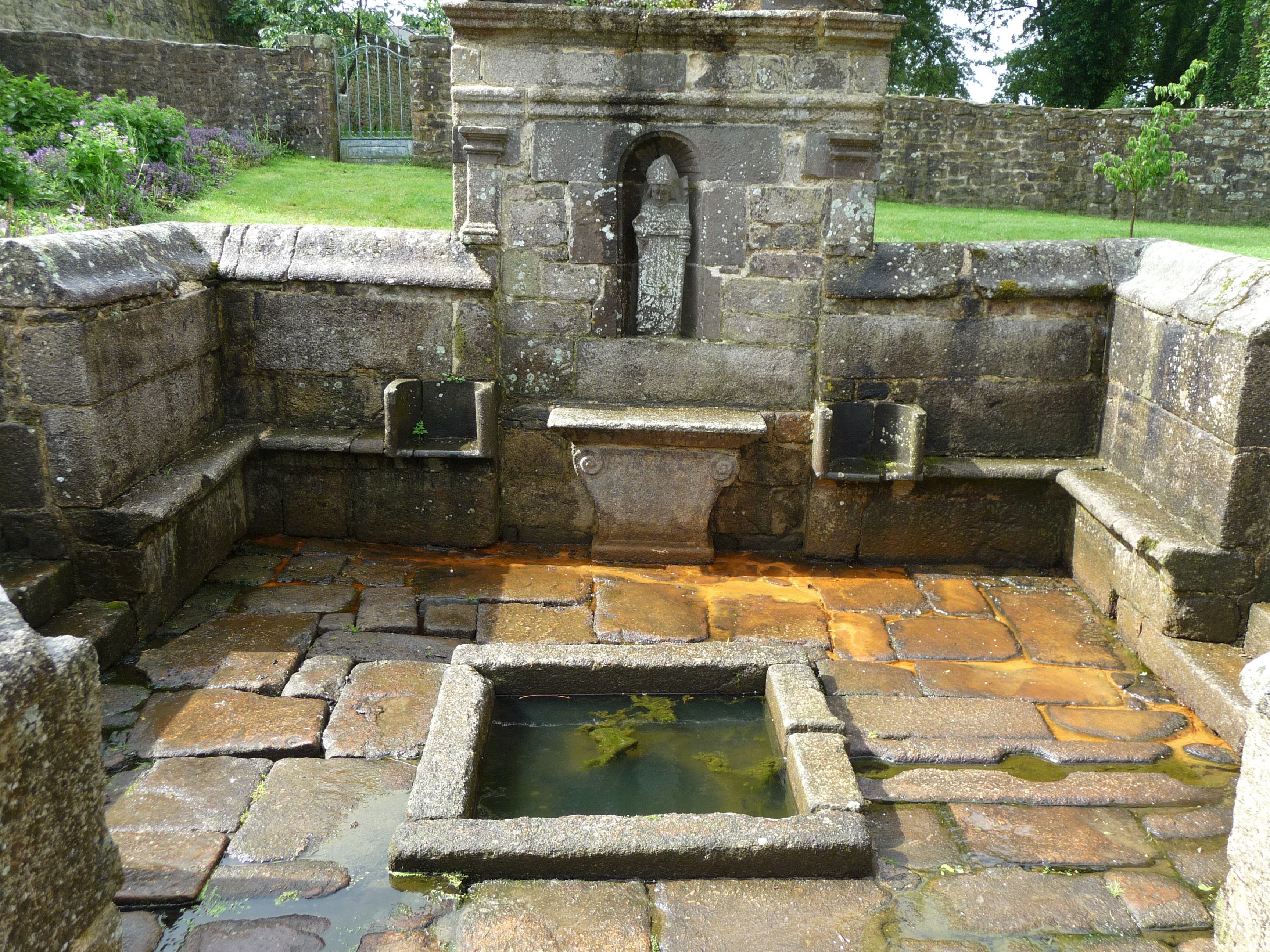
Gouesnou : la fontaine Saint-Gouesnou.
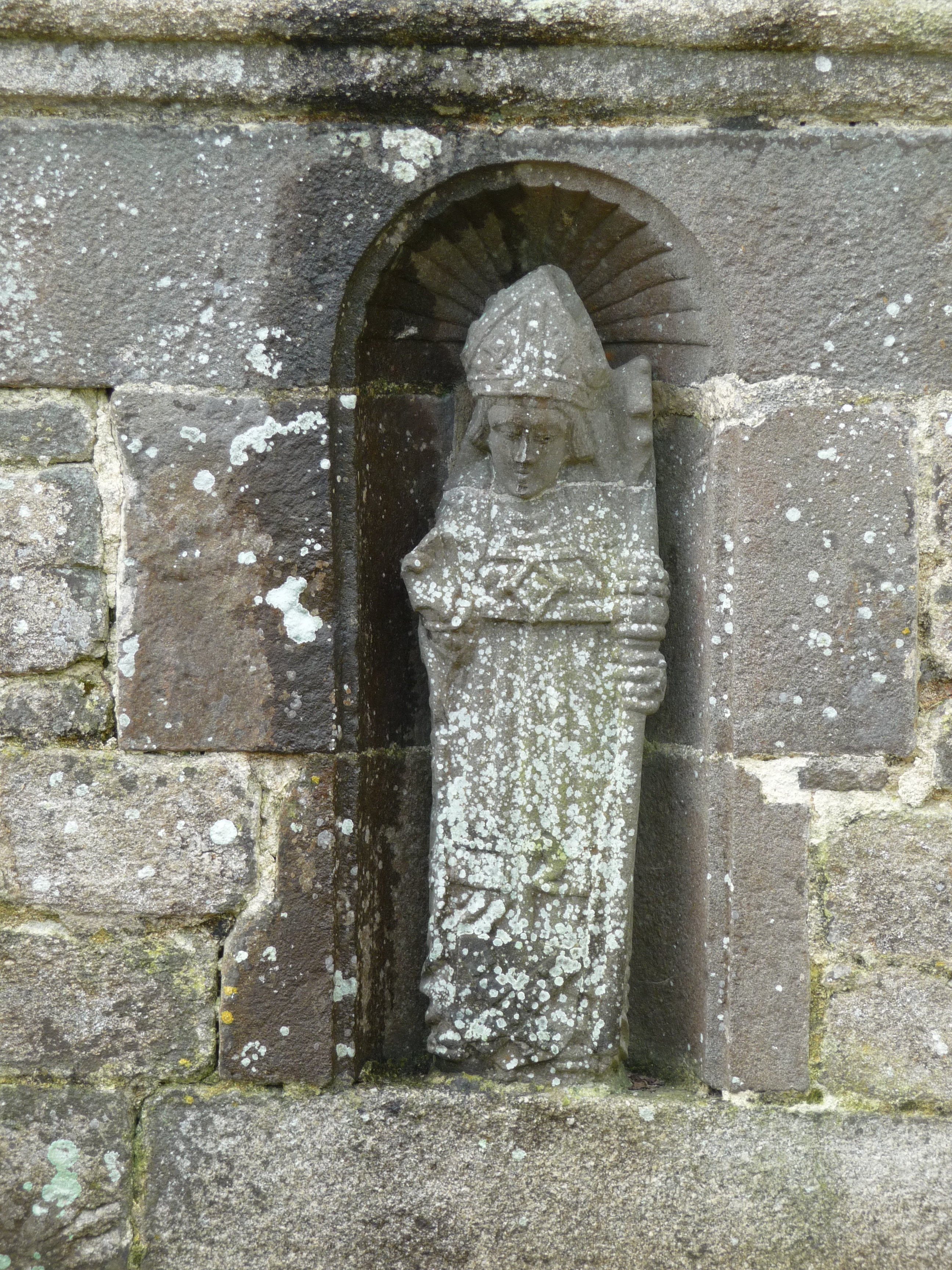
Gouesnou : fontaine Saint-Gouesnou, statue de saint Gouesnou.

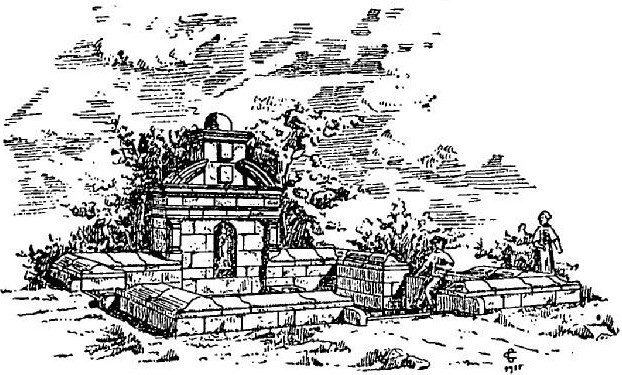
Gouesnou : la fontaine de Saint-Gouesnou en 1915 (dessin de Charles Chaussepied).

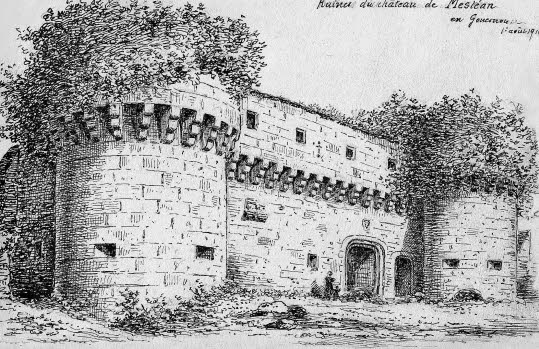
Le château de Mesléan en ruines (dessin de Louis Le Guennec, vers 1920).

- L'enclos paroissial s'ouvre par une porte triomphale en forme d'arc de triomphe qui porte les statues de saint Jean et de la Vierge Marie. L'église, la fontaine, et l'arc de triomphe datent du XVIIe siècle (1615 à 1642) et sont classés depuis le 9 mai 1914[93].
  - L'église Saint-Gouesnou, qui date de 1552 si on en croit une inscription désormais illisible, fut agrandie en 1607[94]. Son chevet à noues multiples est de style Beaumanoir, le porche nord date de 1642, un bénitier de style Renaissance de 1583. L'autel du Rosaire possède un retable à colonnes torses dont les médaillons illustrent les quinze mystères du Rosaire, les mystères joyeux, les mystères douloureux et les mystères glorieux. L'église a été restaurée en 1970. Elle possède des statues de Notre-Dame et de saint Gouesnou. Sur l'autel nord, un bas-relief représente saint Yves. L'église et son clocher furent détruits par la foudre en 1718 et la flèche à nouveau endommagée par un orage en 1894 (ou 1896)[18]. Elle fut détruite à nouveau par les Allemands en 1944[95]. L'église a été dotée de vitraux modernes dus à J. Le Chevallier (1896-1987), restaurés en 2010.
  - La fontaine de saint-Gouesnou a été édifiée entre 1562 et 1613, alors que l'évêque de Léon était Rolland de Neufville, dont les armoiries figurent sur le socle de la statue du saint patron, à l'emplacement où le saint aurait découvert la source qu'il aurait fait jaillir pour abreuver les ouvriers occupés à la construction de l'église. De style Renaissance, elle forme un carré parfait de près de 7 mètres de côté, entouré d'un muretin assez épais que recouvrent des dalles moulurées surplombant l'intérieur d'une hauteur de 1,50 mètre. L'édicule du fond se compose d'une partie verticale ornée de deux petits pilastres aux extrémités et supportant un entablement et un fronton interrompu par un motif central. La niche est ornée d'une coquille et à son pied se trouve un petit autel et, de chaque côté, deux sièges de pierre[96]. Elle est classée monument historique depuis le 4 décembre 1914. La tradition disait que son eau était très efficace contre les maladies cutanées.
  - La chapelle Sainte-Anne, située aussi dans l'enclos paroissial, date de 1813 (reconstruite en 1868).
- La chapelle Notre-Dame-du-Bon-Voyage, qui datait du XVIe siècle, a été ruinée en 1916. Un dessin de Louis Le Guennec datant du début du XXe siècle la représentant existe[97].
- De nombreuses croix parsèment le territoire communal[98].
- Le château de Mesléan (ou Mezléan)[99] date des XVIe et XVIIe siècles. Il est situé entre le bourg de Gouesnou et Brest, pratiquement inclus dans une zone urbaine. Il n'en reste que des ruines : une partie de la façade d'entrée, de ses tours et ses courtines. La courtine située au-dessus de l'entrée est couverte par des dalles de granit et percée de fenêtres et meurtrières sur ses deux faces avec des mâchicoulis sur la face externe. L'escalier de la tour d'angle est un escalier circulaire en granit sur pivot central. L'intérêt de ce château est sa façade médiévale avec son système de défense qui en fait une place forte. Il était habité par la famille Rivoalen. Le Barzaz Breiz d'Hersart de La Villemarqué évoque un membre de cette famille dans une pièce bretonne Azénor la Pâle retranscrite qui date du XVe siècle (il est aimé d'Azénor[100] qui est mariée contre son gré à un seigneur riche et puissant et elle meurt le soir de ses noces).
- Le château du Bois[101] date du VIIIe siècle : il fut successivement la propriété des familles Du Bois, Denis (à partir du XVIe siècle) et Sanzay (Sancay). En 1768, le domaine fut vendu à Jean François Gillard de L'Archantel, puis acquis par une famille d'armateurs de Saint-Malo, les Desperles. La propriété fut réquisitionnée par l'armée allemande en 1940, achetée par la Caisse d'Épargne en 1970 avant d'être revendue à un propriétaire privé.

## Jumelages
Gouesnou est jumelée avec les communes de :
- Brecon (Pays de Galles) ;
- Reichstett (France) ;
- Bossofala (Mali).

## Personnalités liées à la commune
- Joseph Romain-Desfossés (né le 8 décembre 1798 à Gouesnou, décédé le 25 octobre 1864 à Paris) fut capitaine de vaisseau en 1841, contre-amiral en 1847, député du Finistère en 1849, ministre de la Marine entre septembre 1849 et janvier 1851, vice-amiral en 1853, sénateur en 1855 et amiral en 1860[102].
- Virginie Cueff, née le 18 juin 1988 à Gouesnou, coureuse cycliste spécialiste de la piste.
- Élodie Manach, joueuse professionnelle de handball au HBC Brest Pen Ar Bed, a débuté dans le club local.
- Marie-Aurélie Castel, née le 15 juillet 2000, joueuse internationale de rugby à XV, est originaire de Gouesnou[103].
- Valentin Madouas, né le 12 juillet 1996, coureur cycliste professionnel, champion de France sur route 2023 réside à Gouesnou

## Associations sportives et culturelles
- Les « Amis Aquariophiles de Gouesnou » est une association créée en 1992 afin de réunir tous les passionnés d'aquariophilies (débutants et expérimentés) autour d'une passion. Le but de cette association est de faire découvrir et partagé le monde merveilleux des aquariums. Site internet : www.aquariophilie-gouesnné ou.fr.
- Le dojo « Aikido Shobukan Gouesnou » est créé en novembre 2005 grâce à l'initiative de Serge Givaja, enseignant 3e dan du club « Aikido Shobukan Brest » et élève de Maurice Le Treut et de Toshiro Suga.
- L'Amicale cycliste de Gouesnou (ACG) a été créée en 1976. Son premier président fut Ferdinand Pelleau. Affilié à la Fédération française de cyclisme (FFC) et à la Fédération sportive et gymnique du travail (FSGT), le club compte en 2010, 107 licenciés.
- Fondé en 1983 par Pierrot Bonthonou et Bernard Le Bris, le Judo Club Gouesnousien comptait alors une soixantaine de licenciés apprenant l'art martial sous les conseils avisés de Joël Boucher et Jacques Kenet. Aujourd'hui, le club forme quelque 200 personnes.
- L'association de parents d'élèves Div Yezh Gouenou, créée en 2004, accompagne le développement de la filière bilingue français-breton à l'école du Château d'Eau. Elle est également à l'origine d'animations sur le thème de la culture et la langue bretonne (concerts, cinéma...).
- L'Echiquier Gouesnousien est un club d'échecs créé en 1985 par trois passionnés. Aujourd'hui, l'Echiquier Gouesnousien compte près de 100 licenciés, avec comme principal axe de développement : initier et entraîner les jeunes.

## Œuvres littéraires
- Parrain et filleul, dont la première partie est intitulée « Le pardon de Gouesnou », est une nouvelle de Guillaume de La Landelle, publiée en 1864[104].
- L'Auberge du Grand-Cerf d'E. Parmentin, roman publié en 1882, évoque le bourg de Gouesnou[105].
- L'hôtel de Niorres, roman d'Ernest Capendu évoque à de nombreuses reprises Gouesnou[106].